# Чемпіонат Югославії з бадмінтону
Чемпіонат Югославії з бадмінтону — щорічні змагання з бадмінтону в Югославії. Проводились з 1994 по 2002 роки. У 2002 році їх змінив Чемпіонат Сербії і Чорногорії з бадмінтону. 

## Переможці
| Рік  | Чоловічий одиночний | Жіночий одиночний | Чоловічий парний                 | Жіночий парний               | Змішаний парний              |
| ---- | ------------------- | ----------------- | -------------------------------- | ---------------------------- | ---------------------------- |
| 1994 | Іван Дурич          | Наташа Остоїч     | Не проводився                    | Не проводився                | Не проводився                |
| 1995 | Йован Маркович      | Наташа Остоїч     | Йован Маркович Зоран Вукович     | Наташа Остоїч Данієла Джукич | Йован Маркович Наташа Остоїч |
| 1996 | Йован Маркович      | Наташа Остоїч     | Зоран Степанович Радомир Йовович | Наташа Остоїч Ружица Марич   | Йован Маркович Ружица Марич  |
| 1997 | Йован Маркович      | Йованка Кнежевич  | Йован Маркович Боян Юковлєвич    | Наташа Остоїч Ружица Марич   | Боян Юковлєвич Ружица Марич  |
| 1998 | Йован Маркович      | Єлена Обрич       | Йован Маркович Боян Юковлєвич    | Єлена Обрич Марія Глогавац   | Боян Юковлєвич Єлена Обрич   |
| 1999 | Радомир Йовович     | Єлена Обрич       | Радомир Йовович Зоран Степанович | Єлена Обрич Марія Глогавац   | Боян Юковлєвич Єлена Обрич   |
| 2000 | Йован Маркович      | Єлена Обрич       | Йован Маркович Боян Юковлєвич    | Єлена Обрич Марія Глогавац   | Боян Юковлєвич Єлена Обрич   |
| 2001 | Радомир Йовович     | Єлена Обрич       | Радомир Йовович Зоран Степанович | Єлена Обрич Ана Марич        | Боян Юковлєвич Єлена Обрич   |
| 2002 | Радомир Йовович     | Єлена Обрич       | Йован Маркович Боян Юковлєвич    | Єлена Обрич Ана Марич        | Не проводився                |